# Pro Juventute
Pro Juventute (dal latino "per i giovani") è una fondazione nata in Svizzera nel 1912 sotto l’egida della Società svizzera di utilità pubblica e creata per sostenere i diritti ed i bisogni dei bambini e dei giovani svizzeri e per combattere la tubercolosi.
Dal 1926 fino al 1973, Pro Juventute ha attuato il programma Hilfswerk für die Kinder der Landstrasse, una politica di allontanamento forzato di bambini appartenenti al gruppo Jenish in Svizzera con lo scopo, descritto dalla fondazione stessa, di "trasformare i bambini di famiglie nomadi in persone sedentarie e laboriose". Il programma viene interrotto solo nel 1973, grazie alla pressione dei media e la conseguente attivazione dell'opinione pubblica. L'organizzazione non è stata chiusa dopo lo scandalo e il sito dell'ente, per un certo periodo, dichiarava che la fondazione "può contare su una storia di successo centennale. Una storia anche movimentata, ma ricca d'insegnamenti" e riportava la storia del programma in un documento intitolato Cronologia dell'«elaborazione del passato».

## Storia

### Il fondatore e primo presidente Ulrich Wille Junior vicino ai nazisti
Ulrich Wille Junior (1877-1959) è uno dei membri fondatori e il primo Presidente della fondazione Pro Juventute. È il figlio dell'omonimo generale della prima guerra mondiale Ulrich Wille. Nel 1918 ha posizioni vicine ai tedeschi. Nel 1923 accoglie Adolf Hitler nella sua villa per una raccolta fondi di industriali svizzeri, raccogliendo ed offrendo ai nazisti 30.000 franchi svizzeri. Wille rimane in contatto con i leader nazisti durante la seconda guerra mondiale, incluso Rudolf Hess. Viene licenziato dall'esercito nel 1942, ma rimane nel consiglio di fondazione Pro Juventute fino alla sua morte, avvenuta nel 1959.

### Lo scandalo del programmaKinder der Landstrasse
Nell'ambito dell'eugenetica la fondazione Pro Juventute avviò un programma di ispirazione nazionalista per monitorare ed eliminare le persone considerate devianti, in particolare i nomadi. Joseph Jörger e suo figlio, Johann Benedikt Jörger, teorizzavano e mettevano in pratica, a livello psichiatrico, l'eugenetica, prendendo di mira le popolazioni Jenish in Svizzera e arrivando alla conclusione che fosse necessaria una pulizia etnica. Le famiglie Jenish, presenti in Svizzera, furono sottoposte a un processo di assimilazione forzata. Alfred Siegfried all'interno della fondazione Pro Juventute sostenne questo approccio, vicino all'ideologia nazista in Svizzera e chiaramente formulato nel 1926. 
Prima di lavorare per Pro Juventute, Alfred Siegfried era professore di filologia romanza al Gymnasium am Münsterplatz di Basilea dove fu escluso dall'istruzione nel 1924 a seguito di un caso di pedofilia per il quale è condannato; Pro Juventute lo assunse nel 1924 come capo della sezione dedicata ai bambini in età scolare, posizione che ricoprì dal 1927 al 1957. Il suo successore Peter Döbeli viene condannato nel 1963 sempre per reati di pedofilia e viene sostituito per i programmi di collocamento forzato dei bambini Jenish da Clara Reust, una delle strette collaboratrici di Alfred Siegfried. Clara Reust non verrà mai incriminata per i rapimenti dei bambini. 
Il programma Hilfswerk für die Kinder der Landstrasse, avviato nel 1926, fu violentemente denunciato nel 1973 da un articolo della rivista Der Schweizerische Beobachter che documentava gli allontanamenti forzati dei bambini nomadi in Svizzera. Una serie di reportage e documentari vengono pubblicati e diffusi dalla televisione svizzera romanda a partire dagli anni 1980. Il Presidente della Confederazione Alphons Egli ha presentato le sue scuse pubbliche per un programma che è stato finanziato con il sostegno del governo. Il programma venne interrotto nel 1973 e i suoi archivi sigillati. Pro Juventute si è scusata ufficialmente con le vittime.
Nel 1981 Mariella Mehr pubblica la sua autobiografia nella quale racconta la sua esperienza personale. Clément Wieilly scopre, all'età di 60 anni, di avere una sorella in Argovia e crea l'associazione Agir pour la dignité per aiutare le persone che hanno vissuto la stessa esperienza. Nel 1992 il regista Urss Egger ha realizzato un film documentario. Una mostra fotografica del 1944, prodotta dal fotografo Paul Senn, ha ripercorso le condizioni dell'orfanotrofio maschile di Sonnenberg. È stata realizzata anche una versione itinerante di questa mostra per sensibilizzare l'opinione pubblica. Nel 2013 la Confederazione Svizzera presenta le sue scuse ufficiali tramite la consigliera federale Simonetta Sommaruga. Guido Fluri ritiene che ciò non sia sufficiente e non è d'accordo con il rifiuto delle autorità svizzere di accettare un risarcimento per le vittime per non creare un precedente e avvia un'iniziativa popolare che chiede un risarcimento. Viene creato un fondo di mutuo soccorso di 7 milioni di franchi svizzeri, al quale tuttavia Ginevra rifiuta di partecipare.

## Sedi
La fondazione ha sede principale a Zurigo e sedi a Giubiasco (Svizzera italiana), Lucerna (Svizzera centrale), Berna (Mittelland) e Losanna (svizzera romanda). Dal 1913 l'ufficio postale svizzero emette una serie annuale di francobolli di beneficenza per sostenere il lavoro della Pro Juventute.

## Presidenti della fondazione
- 1912-1959: Ulrich Wille (1877 - 1959)
- Barbara Schmid-Federer

## Filmografia
- Dove cadono le ombre, regia di Valentina Pedicini, 95 minuti, Italia, 2018[4]
- Nebbia in agosto, regia di Kai Wessel, 121 minuti, Austria/Germania, 2016[5]
- Lubo (tratto dal romanzo di Mario Cavatore "Il seminatore"), regia di Giorgio Diritti, 181 minuti, Italia / Svizzera, 2023